# Roosevelt Skerrit
Roosevelt Skerrit (Roseau, 8 de junio de 1972) es un político dominiqués que se desempeña como primer ministro de Dominica desde 2004, en reemplazo del primer ministro en funciones, Osborne Riviere. Fue ministro de educación en el Gobierno de Pierre Charles, que finalizó el 6 de enero de 2004. Skerrit es actualmente el primer ministro de Dominica que más tiempo ha estado en el cargo.

## Primer ministro
Roosevelt Skerrit, también conocido como "Roozey" por algunos de sus familiares y amigos más cercanos, fue nombrado primer ministro tras la muerte de Pierre Charles en enero de 2004. En el momento de la muerte de Pierre Charles, Skerrit era miembro del Parlamento por la circunscripción de Vieille Case, cargo que había ocupado desde su elección en febrero de 2000. Además de ser el primer ministro, también se ha desempeñado como ministro de Finanzas.
Al asumir el cargo, Skerrit se convirtió en el jefe de Gobierno más joven del mundo, superando a Joseph Kabila de la República Democrática del Congo. Con la victoria electoral de su partido en mayo de 2005, Skerrit se convirtió en el primer líder nacional elegido democráticamente en la década de 1970. En diciembre de 2010, Skerrit seguía siendo el jefe de Gobierno más joven del hemisferio occidental y el tercero más joven del mundo, sólo superado por Andry Rajoelina de Madagascar e Igor Lukšić de Montenegro.
Una investigación de Al Jazeera de 2019 alegó que Skerrit había estado recibiendo dinero a cambio de pasaportes diplomáticos y embajadas.
En diciembre de 2019, Skerrit ganó sus cuartas elecciones generales consecutivas por dieciocho escaños a tres, convirtiéndose en el primer primer ministro de Dominica en hacerlo.